# القاضاف (الضليعة)
'

تعديل مصدري - تعديل

القاضاف هي إحدى قرى عزلة الضليعة بمديرية الضليعة التابعة لمحافظة حضرموت، بلغ تعداد سكانها 101 نسمة حسب تعداد اليمن لعام 2004.